# Джон Пауелл
Джон Пауелл (англ. John Powell; 18 вересня 1963, Лондон) — англійський композитор, автор музики до багатьох фільмів, кінопроєктів та рекламних роликів. Двічі номінант на премію «Оскар» за музику до анімаційного фільму «Як приборкати дракона» (2010) та мюзиклу «Wicked: Чародійка» (2024).

## Фільмографія
- 1997 — Без обличчя
- 1998 — With Friends Like These…
- 1998 — Мураха Антц
- 2000 — Дорога на Ельдорадо
- 2000 — Втеча з курника
- 2001 — Прибульці в Америці
- 2001 — Шрек
- 2001 — Еволюція
- 2001 — Щурячі перегони
- 2001 — Я — Сем
- 2002 — Детоксикація
- 2002 — Ідентифікація Борна
- 2002 — Пригоди Плуто Неша
- 2002 — Кохання з повідомленням
- 2003 — Агент Коді Бенкс
- 2003 — Пограбування по-італійськи
- 2003 — Джилі
- 2003 — Час розплати
- 2004 — Перевага Борна
- 2005 — Будь крутішим!
- 2005 — Роботи
- 2005 — Містер і Місіс Сміт
- 2006 — Льодовиковий період 2: Глобальне потепління
- 2006 — Загублений рейс
- 2006 — Люди Ікс: Остання битва
- 2006 — Веселі ніжки
- 2007 — Артур і Мініпути
- 2007 — Ультиматум Борна
- 2007 — P. S. Я кохаю тебе
- 2008 — Телепорт
- 2008 — Хортон
- 2008 — Війна з примусу
- 2008 — Панда Кунґ-фу
- 2008 — Хенкок
- 2008 — Вольт
- 2009 — Льодовиковий період 3: Ера динозаврів
- 2010 — Як приборкати дракона
- 2010 — Гра без правил
- 2010 — Лицар дня
- 2011 — Мами застрягли на Марсі
- 2011 — Ріо
- 2011 — Панда Кунг-Фу 2
- 2011 — Веселі ніжки 2
- 2012 — Лоракс
- 2012 — Льодовиковий період 4: Континентальний дрейф
- 2014 — Ріо 2
- 2014 — Як приборкати дракона 2
- 2015 — Пен: Подорож до Небувалії
- 2016 — Джейсон Борн
- 2017 — Фердинанд
- 2018 — Соло. Зоряні Війни. Історія
- 2019 — Як приборкати дракона 3: Прихований світ
- 2020 — Поклик пращурів
- 2021 — Locked Down
- 2022 — Не хвилюйся, люба
- 2023 — Міграція
- 2024 — Wicked: Чародійка
- 2025 — Як приборкати дракона
- 2025 — Wicked: Чародійка 2